# بوبي شو (ممثلة)
بوبي شو (بالإنجليزية: Bobbi Shaw)‏ هي ممثلة أمريكية، ولدت في 16 سبتمبر 1943.

## وصلات خارجية
- بوبي شو (ممثلة) على موقع IMDb (الإنجليزية)
- بوبي شو (ممثلة) على موقع قاعدة بيانات الفيلم (الإنجليزية)